# Messerschmitt Me 163
Messerschmitt Me 163 var ett ensitsigt jaktflygplan från det tredje riket. Planet, som levererades i cirka 300 exemplar, var snabbare än alla andra flygplan under andra världskriget. Komet hade stora begränsningar, framförallt på grund av sin mycket begränsade motordrivna flygtid, den landade utan motorer. Den vätskedrivna raketmotorn hade också en tendens att explodera i samband med en hård landning. Planet hade nämligen inget landställ, utan landade på en glidskena. 
Praktisk operationstid ca 8 minuter (motortid i luften var ca 7,5 minuter hos tidiga exemplar utan den senare hybridmotorn). Vissa exemplar (troligen huvudsakligen tänkta att ingå i försvarslinjer avsedda att skydda landbaserade anläggningar mot luftburna attacker) var försedda med en fotocell för automatisk eldgivning. Senare versioner försågs med hybridmotor för ökad räckvidd.
En uppföljare Me 263 var planerad med tryckkabin då belastningen på piloten var hög vid start.

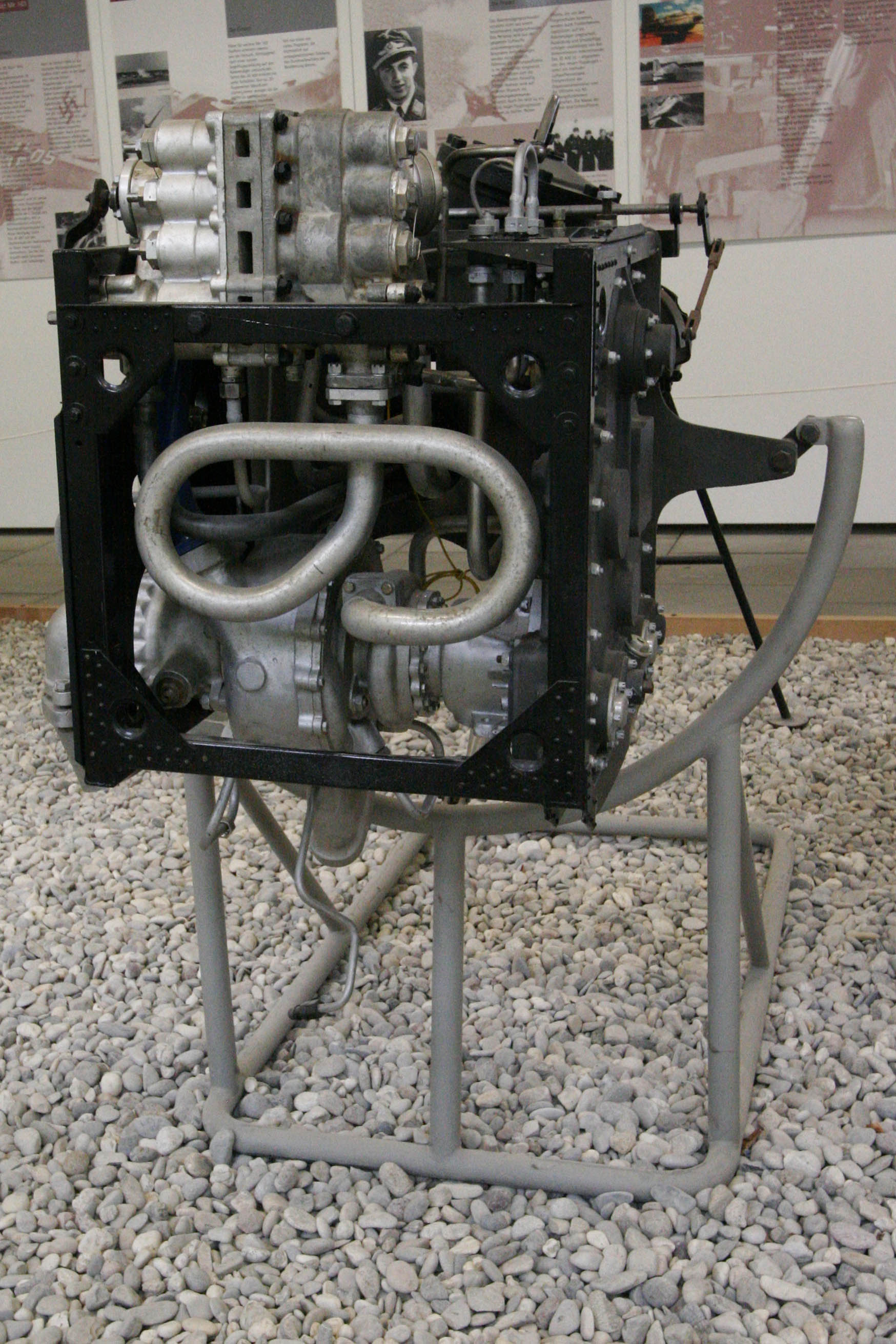
raketmotor